# Korendijk
Korendijk (dân số: 11,019 người trong năm 2004) là một đô thị trên đảo Hoeksche Waard ở phía tây Hà Lan, trong tỉnh Zuid-Holland. Đô thị này có diện tích 100,48 km² (38,80 mile²) trong đó 22,57 km² (8,71 mile²) là diện tích mặt nước.
Với việc tổ chức lại đô thị Hoeksche Waard vào ngày 1 tháng 1 năm 1984, Đô thị Korendijk đã được lập từ các đô thị cũ of Goudswaard, Nieuw-Beijerland, Piershil (location of town hall), Zuid-Beijerland, và đảo Tiengemeten. Ngoài các làng này còn có các trung tâm dân cư Nieuwendijk và Zuidzijde.
Phía nam giáp cửa sông Haringvliet, phía tây giáp sông Spui, giáp đô thị Oud-Beijerland và Cromstrijen về phía bắc và phía đông.